# 赫里霍里夫卡 (莫希利夫-波迪利斯基區)
48°25′26″N 27°55′35″E / 48.42389°N 27.92639°E

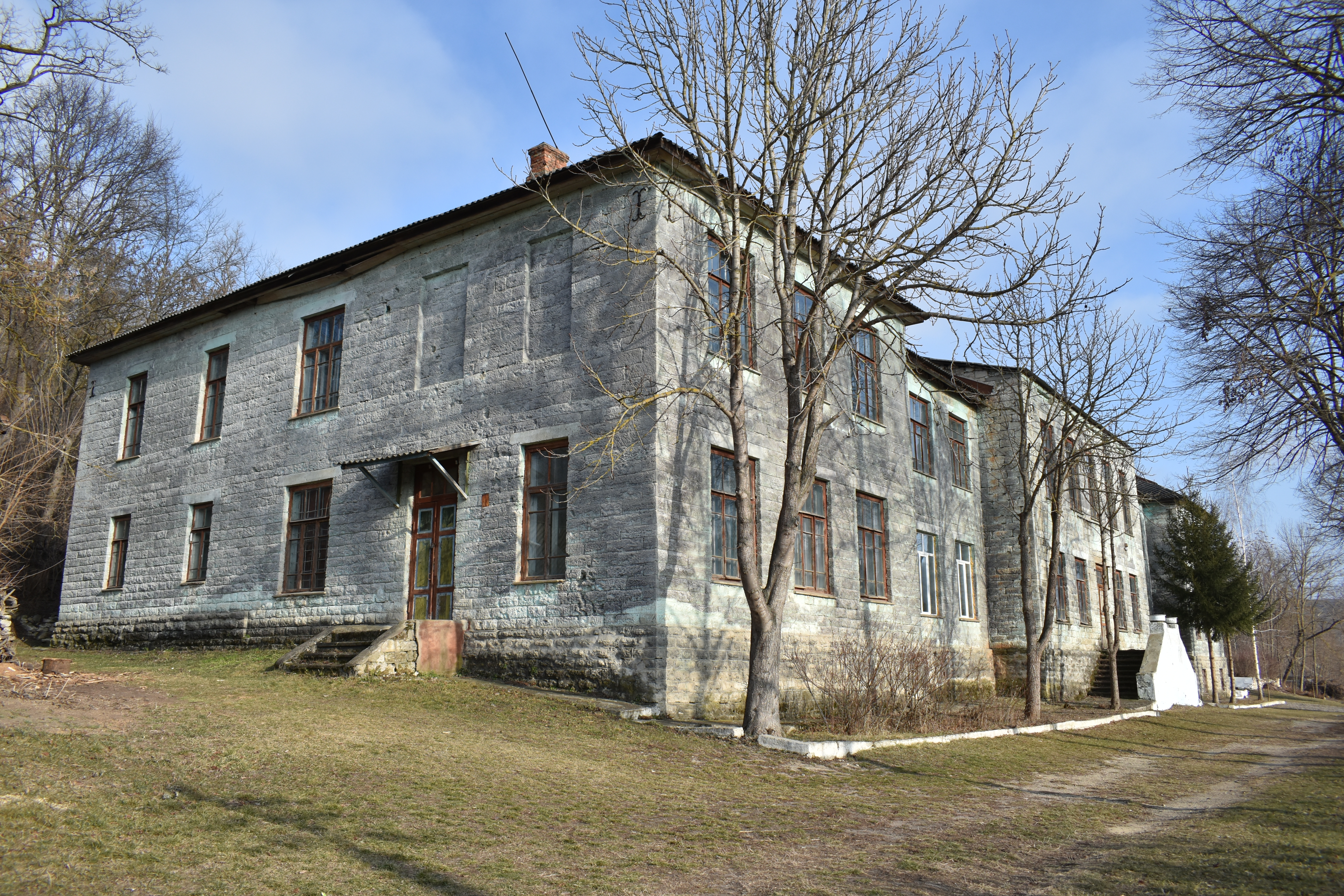
学校

赫里霍里夫卡（烏克蘭語：Григорівка），是烏克蘭西南部文尼察州莫希利夫-波迪利斯基区莫希利夫-波迪利斯基市镇的村落。始建於1530年，面積2.14平方公里，海拔高度153米，2001年人口365。